# Diagenes

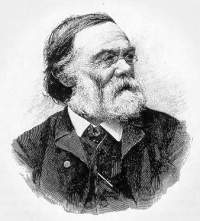
Karl Wilhelm von Gümbel myntade begreppet Diagenes 1868.

Diagenes är en term som beskriver de kemiska, fysikaliska eller biologiska förändringar som ett sediment eller en jordart genomgår från det avsatts tills det omvandlats till en bergart. Ordet diagenes föreslogs 1868 av den tyske geologen Karl Wilhelm von Gümbel för att beskriva litifiering. 
Diagenesens tre viktigaste faser är kompaktion, cementering och kristallisation. Under kompaktionen pressas sedimentet ihop, så att porvolymen minskar. Lera kan minska i volym så mycket som 40 % och löst packad sand kan minska sin porositet från 50 % till 27 %. Osorterade, leriga jordarter packas mer än välsorterad sand. Cementering innebär att det sker kemiska utfällningar mellan mineralkornen, vanligen av kiseldioxid, karbonater eller järnoxider, som binder ihop mineralkornen. Denna process minskar också sedimentets porositet.
Diagenes sker vid låga temperaturer, och när dessa överskrids kallas processen istället metamorfos. Gränsen mellan diagenes och metamorfos går ungefär vid 150 - 200°C.